# Ouled Bessem
Ouled Bessem (în arabă أولاد بسام) este o comună din provincia Tissemsilt, Algeria.
Populația comunei este de 10.839 de locuitori (2008).